# White & Case
White & Case LLP är en internationell affärsjuridisk advokatbyrå. Den är en av världens ledande advokatbyråer. Byrån bildades 1901 av advokaterna Justin DuPratt White och George B. Case i New York i USA.
White & Case har 44 kontor runt om i världen, bland annat i Stockholm, Helsingfors, Berlin, Bryssel, London, Paris, Moskva, Dubai, Johannesburg, Sao Paulo, Hongkong, Singapore, Tokyo, Sydney, Jakarta, Washington, D.C. och Los Angeles. Huvudkontoret är beläget på Manhattan i New York.
I Stockholm öppnade White & Case sitt kontor 1983. I Sverige täcker White & Case framför allt fyra huvudområden: Fusioner och förvärv, kapitalmarknader, bankverksamhet och tvistlösning.